# Rubus pugnax
Rubus pugnax är en rosväxtart som beskrevs av Liberty Hyde Bailey. Rubus pugnax ingår i släktet rubusar, och familjen rosväxter. Inga underarter finns listade i Catalogue of Life.